# Methanzahl

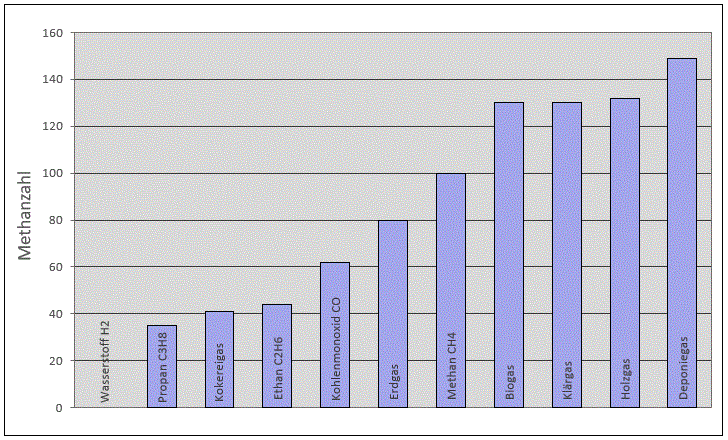
Methanzahl verschiedener Gase

Die Methanzahl (abgekürzt MZ) ist ein Maß für die Klopffestigkeit bei der Verbrennung von Gasgemischen, vergleichbar mit der Oktanzahl und der Cetanzahl.
Die MZ gibt das prozentuale Mischungsverhältnis in Volumenprozent eines Vergleichskraftstoffes an, bestehend aus Methan und Wasserstoff. MZ 100 ist nur Methan und klopffest, MZ 0 ist nur Wasserstoff und klopffreudig. Dazwischen liegen die Vergleichsmischungen, mit welchen in einem Prüfmotor das zu prüfende Gasgemisch verglichen und damit seine MZ bestimmt wird. Eine MZ 80 eines Gasgemisches bedeutet, dass dieses die gleichen Klopfeigenschaften hat wie die Vergleichsmischung bestehend aus 80 % Methan und 20 % Wasserstoff.
Je geringer die Methanzahl, desto geringer ist die Klopffestigkeit, womit die Gefahr von Selbstentzündung und Klopfen des Motors steigt. Je höher die Methanzahl, desto klopffester ist das Gasgemisch.
Die Messmethode der MZ bedingt eine Luftverhältniszahl von {\displaystyle \lambda } = 1 im Prüfmotor.
| Gas        | CH4   | H2 | C2H6 | C3H8 | C4H10 | CO | CO2   | N2  | O2  | H2O | Rest     |
| ---------- | ----- | -- | ---- | ---- | ----- | -- | ----- | --- | --- | --- | -------- |
| Erdgas     | 88,5  |    | 4,7  | 1,6  | 0,2   |    |       | 5   |     |     |          |
| Klärgas    | 60    | 3  |      |      |       |    | 32    | 5   |     |     |          |
| Deponiegas | 50    |    |      |      |       |    | 40    | 9   | 1   |     |          |
| Kokereigas | 31    | 55 |      |      |       | 8  | 1,2   | 3,8 | 1   |     |          |
| Holzgas    | 3     | 7  | 2    |      |       | 17 | 15    | 56  |     |     |          |
| Biogas     | 50-75 | <1 |      |      |       |    | 25-45 | 1   | 0,3 | 2-7 | NH3, H2S |

Für Gasgemische aus drei Komponenten kann die Methanzahl aus Dreiecksdiagrammen abgelesen werden, z. B. für Klärgase, bestehend aus Methan, Kohlendioxid und Stickstoff.
Die Ermittlung der Methanzahl kann auch rechnerisch erfolgen, wozu eine Reihe von EDV-Programmen zur Verfügung stehen.
Erdgas: MZ > 80;
Propan: MZ = 35;
Deponiegas: MZ > 100